# Nematogonum ferrugineum
Nematogonum ferrugineum är en svampart som först beskrevs av Christiaan Hendrik Persoon, och fick sitt nu gällande namn av S. Hughes 1958. Nematogonum ferrugineum ingår i släktet Nematogonum, divisionen sporsäcksvampar och riket svampar.   Inga underarter finns listade i Catalogue of Life.